# 深圳市第一看守所
深圳市第一看守所，簡稱第一看守所、一所、深一看，是深圳市属看守所之一（其他为深圳市第一看守所、深圳市第二看守所、深圳市第三看守所、福田区看守所），因位於深圳市福田区上梅林公安街。主要關押經濟犯罪、交通肇事罪的犯罪嫌疑人等。深圳市第一看守所和第二看守所位於深圳市梅林片區同一地址，第二看守所又被媒體稱作「梅林看守所」，實際上也可作為第一看守所的稱號。

## 历史
深圳市第一看守所始建于1979年，2003年进行了全面改造重建。属大型看守所，目前为全国一级所，位于福田区梅村路公安街6号。
深圳第一看守所每週都為所有在押人員進行血壓檢查，從而發現不少有心血管問題的在押人員。
在押人员被送进看守所后都有其个人账户，亲友可携带身份证到看守所办理存钱手续，供在押人员购物消费。每月最高限额为2,000元人民币。

## 事件
2014年，深圳市第一看守所原副中队长孫治因涉嫌徇私枉法、受賄，收取80万元人民幣協助犯人胡濟舒假立功謀求減刑，在南山法院受审。

## 曾遭拘留在此的知名人士
- 楊匡（香港社运人士）[5]
- 胡濟舒（張子強犯罪集團的二号人物）[6]
- 詹伟坚（香港灣仔主控官被潑硫酸案通緝犯）[7]
- 莫俊贤（香港荃灣荃威花園衣櫃藏屍案通緝犯）[8]